# 세계일주 (영화)
"세계일주"는 2015년에 개봉한 대한민국의 영화이다.

## 캐스팅
- 김정태 : 박현배 역
- 박하영 : 박지호 역
- 구승현 : 박선호 역
- 성유빈 : 한상필 역
- 타이거 JK : 필홍 역
- 최정우 : 파출소장 역
- 백수련 : 구멍가게할머니 역
- 고인범 : 관리소장 역
- 손여은 : 영숙 역
- 김무경 : 민갑 역
- 이소윤 : 광고모델 역
- 김지경 : 마트매니저 역
- 태인호 : 이 경장 역
- 한근섭 : 나 일경 역
- 남연우 : 박 순경 역
- 김보빈 : 정 순경 역
- 김태민 : 동남 역
- 정석용 : 동남 부 역
- 강현중 : 노숙 1 역
- 김명은 : 세단 남 역
- 이은채 : 세단 여 역
- 정찬훈 : 치과의사 역
- 유창숙 : 남궁윤할머니 역
- 이종구 : 한의사 역
- 강현우 : 역무원 역
- 정민성 : 만취남 역
- 이동용 : 택시기사 역
- 이규섭 : 동네건달 1 역
- 노승균 : 동네건달 2 역
- 마성민 : 동네건달 3 역
- 김서원 : 안산경찰 역
- 김진호 : 대공원역무원 역
- 나윤성 : 공익요원 역
- 박병철 : 남직원 1 역
- 남성준 : 남직원 2 역
- 이우석 : 학원남 역
- 지대한 : 김 형사 역 (우정출연)